# Warhammer: End Times - Vermintide
Warhammer: End Times - Vermintide est un jeu vidéo de tir à la première personne coopératif sorti sur ordinateur le 23 octobre 2015. Il a été développé et édité par le studio Fatshark. L'histoire se déroule dans l'univers de Warhammer. Les joueurs contrôlent chacun un héros et affrontent des hordes de skavens, une race fictive mi-homme, mi-rat. Le jeu a été vendu à plus de 300 000 exemplaires moins d'un mois après sa sortie.
Le jeu a pour suite Warhammer: Vermintide 2.

## Synopsis
Le jeu se déroule dans le monde médiéval fantastique de Warhammer, dans la ville d'Übersreik, durant l'arc de la fin des temps. L'histoire commence par l'invasion de la ville par des skavens, une espèce mi-homme mi-rat.

## Système de jeu
Warhammer: End Times - Vermintide est un jeu de tir à la première personne où les joueurs incarnent quatre héros parmi cinq disponibles et doivent remplir une suite d'objectifs, en évitant de mourir face aux hordes de skavens.

### Les missions
Les joueurs progressent seuls ou à plusieurs dans la ville d'Übersreik, au cours de plusieurs missions disponibles. S'il manque des joueurs, des personnages contrôlés par l'intelligence artificielle viennent compléter l'équipe. Chaque mission comporte une suite d'un ou plusieurs objectifs que les joueurs doivent accomplir. Les missions, une fois lancées, ne s'arrêtent qu'à l'accomplissement de tous les objectifs.
Chaque joueur démarre la mission avec une arme de corps à corps et une arme à distance propres au personnage qu'il a choisi, ainsi qu'avec un à trois accessoires (selon le niveau) qui lui procurent des avantages supplémentaires. Au cours de la mission, les joueurs pourront trouver et s'équiper de matériel de soin, de potions améliorant temporairement leur vitesse ou leur force et des bombes à lancer.
Le jeu se concentre sur le combat contre les hordes de skavens dirigés par l'intelligence artificielle. Les ennemis sont de plusieurs types : les skavens simples et faibles attaquent en grands groupes les joueurs, tandis que les stormvermins sont moins nombreux mais plus puissants, car protégés par une armure, et se déplacent parfois en patrouille de 6 à 12 individus. Les joueurs peuvent aussi être attaqués par des unités spéciales, qui sont pour l'instant au nombre de trois : L'Assassin (ou Gutter Runner), qui surprendra le joueur en lui sautant dessus, l'immobilisant et le poignardant jusqu'à l'intervention d'un autre héros; le Packmaster, furtif, attrapera le joueur et l’entraînera au loin, le rendant vulnérable aux attaques des skavens alentour, nécessitant une nouvelle fois la coopération d'un autre joueur pour se libérer; enfin le Globadier (ou Poison Rat), lui, lancera avec précision des grenades de gaz toxique sur les héros, infligeant des dégâts non négligeables à quiconque entrera dans le nuage de gaz. S'il n'est pas tué mais gravement blessé, le Globadier chargera les joueurs dans le but d'une attaque suicide où il explosera, créant une nouvelle fois un nuage toxique combiné aux dégâts de l'explosion.
Outre les objectifs à accomplir, les héros se retrouvent aussi confrontés dans la plupart des missions à un skaven plus puissant que tous les autres : le Rat Ogre, qui apparaîtra aléatoirement durant la partie, bousculant tout sur son passage.
Si les joueurs gagnent la mission, ils peuvent chacun lancer des dés pour gagner un objet. La difficulté choisie, ainsi que la valeur obtenue de chaque dé détermine la qualité et la rareté des objets qu'ils reçoivent. Des objets (grimoires, tomes et dés bonus) récupérables en cours de mission permettent d'améliorer les dés de base et d'augmenter les probabilités d'obtenir un meilleur objet.

### La taverne
Entre deux missions, les joueurs sont dans une taverne qui sert de salle d'attente. Lors de cette phase, ils peuvent choisir une nouvelle mission en utilisant la carte. Par ailleurs, une forge permet de créer de nouvelles armes, de les améliorer, de créer des gemmes à partir des armes existantes et vice versa. Pour créer de nouvelles armes, le joueur peut dépenser une ou plusieurs armes de la même rareté pour en obtenir une nouvelle de rareté supérieure. Il est aussi possible d'activer les capacités spéciales présentes sur une arme en dépensant des gemmes. 

### Les héros
Chaque personnage contrôlé par le joueur est différent. Ils possèdent chacun leur voix, leur caractère propre et plusieurs armes différentes qu'ils peuvent choisir :
- Victor Saltzpyre est un répurgateur. Il peut porter une épée et un pistolet en même temps, ce qui fait qu'il est le seul personnage capable de combattre au corps à corps et tirer à distance sans avoir besoin de changer d'arme.
- Sienna Fuegonasus est une bright wizard (sorcière flamboyante). Son arme à distance, un bâton magique, lui permet de lancer des sorts de feu à distance sans avoir besoin de munitions.
- Bardin Goreksson est un nain ranger.
- Kerillian est une elfe sylvaine waywatcher. Elle utilise un arc comme arme à distance.
- Markus Kruber est un soldat de l'Empire.

### Contenu additionnel
Au fil du temps, du contenu additionnel est ajouté peu à peu, de manière gratuite ou payante :
Le 9 décembre 2015 sort Sigmar's Blessing, un DLC gratuit introduisant de nouvelles quêtes et options d'artisanat.
Le 31 janvier 2016, sort le premier DLC, Schleusselschloss. En plus d'un tout nouvel environnement, Fatshark Games offre le DLC aux 100 premiers joueurs à proposer un meilleur nom que "Schleusselschloss".
Le 26 mai 2016, sort Drachenfels, qui propose notamment trois nouvelles cartes avec un environnement inédit.
En décembre 2016, sort enfin Karak Azgaraz, un DLC centré sur les Nains. Trois nouveaux niveaux sont également ajoutés.

## Accueil
Dans l'ensemble, le jeu reçoit des avis favorables avec une moyenne de 79 sur 100 sur le site Metacritic. PC Gamer lui attribue une note de 90%, GameSpot 7/10, et IGN une note de 7,2/10. En France, Jeuxvideo.com le note 15/20, et Gamekult 6/10.
Beaucoup de critiques le rapprochent à Left 4 Dead,. Les journalistes qualifient sa direction artistique de "très bonne", et apprécient le fait qu'il dispose d'idées intéressantes de level design. Ils trouvent aussi que le système de coopération est solide, comme l'est également celui de l'artisanat. Par ailleurs, le jeu est mis en avant pour son côté frénétique et un aspect coopératif bien travaillé. Néanmoins, plusieurs critiques regrettent l'absence d'un mode joueur contre joueur, ainsi que l'aspect potentiellement répétitif du jeu.